# Sir Thomas More (obra de teatro)

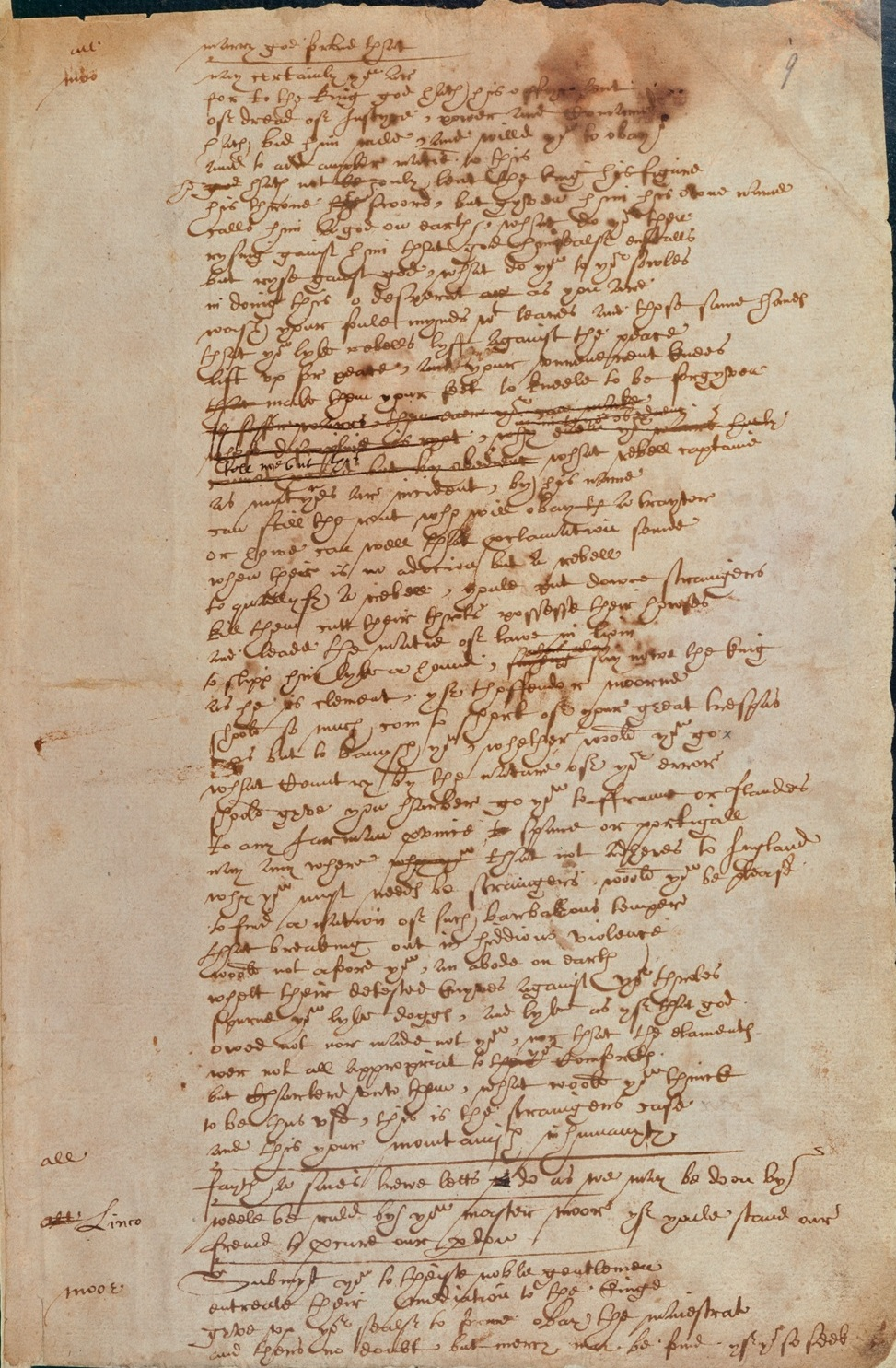
Facsímil de una página de Sir Thomas More, escrita por la denominada «mano D», que puede corresponder a William Shakespeare.

Sir Thomas More es una obra de teatro del periodo isabelino escrita por Anthony Munday y otros que relata la vida de Tomás Moro. Solo se conserva un manuscrito, en la actualidad custodiado en la Biblioteca Británica, que contiene tres páginas que podrían haber sido escritas por William Shakespeare. Aparte de estas suposiciones, es una importante fuente de información sobre la censura en el reinado de Isabel I de Inglaterra.
En 1871, Richard Simpson, especialista en Shakespeare y James Spedding, editor de las obras de Francis Bacon, fueron los primeros estudiosos que destacaron la posible autoría de Shakespeare de algunas adiciones al texto de la obra. En 1916, el paleógrafo Edward Maunde Thompson afirmó que el autor de las notas denominadas «mano D» eran del mismo Shakespeare. El caso ganó importancia en 1923, debido a la publicación del artículo Shakespeare's Hand in the Play of Sir Thomas More, escrito por cinco especialistas diferentes que llegaron a la misma conclusión.
Aunque las dudas entre los especialistas continúan, la obra fue reestrenada bajo el nombre de Shakespeare, junto a otros autores, por la Royal Shakespeare Company en 2005 y fue incluido en la edición de 2007 de The Oxford Shakespeare.

## Autoría
El manuscrito es un texto complicado que contiene varias fases de escritura colaborativa, revisión y censura. Se cree que fue escrita originalmente por Anthony Munday y Henry Chettle. Después, quizás varios años después, la obra fue revisada concienzudamente por otro equipo de autores, que incluyen a Thomas Heywood, Thomas Dekker y, quizás, William Shakespeare.
Los estudiosos encuentran seis manos diferentes en el manuscrito, identificadas como:
- «Mano S» – Anthony Munday, manuscrito original;
- «Mano A» – Henry Chettle;
- «Mano B» – Thomas Heywood;
- «Mano C» – Desconocido, probablemente un escribano profesional que copió una gran parte de la obra.
- «Mano D» – William Shakespeare;[3]
- «Mano E» – Thomas Dekker.

## Estrenos
Hasta el año 2005 la única puesta en escena que se conocía tuvo lugar en 1964 en el Nottingham Playhouse, con Ian McKellen como protagonista. En 2005, el papel de Tomás Moro fue realizado por Nigel Cooke. En 2013 fue estrenada en el Festival de teatro clásico de Almagro en versión de Ignacio García May bajo la dirección de Tamzin Townsend.